# KonMari 〜人生がときめく片づけの魔法〜
『KonMari〜人生がときめく片付けの魔法〜』（こんまり  じんせいがときめくかたづけのまほう、原題：Tidying Up with Marie Kondo）は、Netflixで製作され、2019年1月1日に公開されたリアリティ番組である。日本の片付けコンサルタントで「こんまりメソッド」の創作者である近藤麻理恵が、アメリカ人家族の家を訪問し、彼らの家を整理して片付けるのを手伝う内容である。番組中、飯田まりえが通訳を務める。
2021年8月、Netflixで本作の続編となる『KonMari〜"もっと"人生がときめく片付けの魔法〜』（Sparking Joy with Marie Kondo）のシリーズを公開した。

## 番組内容
近藤は、1）服、2）本、3）紙、4）小物（台所、浴室、ガレージ、その他）、5）思い出の品々という5つのカテゴリーに分けて片付けを進めていく。近藤は参加者に個々のアイテムを一つずつ調べさせ、「ときめき（spark joy）」を感じるものだけを残すように指示する。

## エピソード
| 通算 話数 | タイトル                                 | 放送日       |
| --------- | ---------------------------------------- | ------------ |
| 1         | "Tidying With Toddlers"                  | 2019年1月1日 |
| 2         | "Empty Nesters"                          | 2019年1月1日 |
| 3         | "The Downsizers"                         | 2019年1月1日 |
| 4         | "Sparking Joy After a Loss"              | 2019年1月1日 |
| 5         | "From Students to Improvements"          | 2019年1月1日 |
| 6         | "Breaking Free from a Mountain of Stuff" | 2019年1月1日 |
| 7         | "Making Room for a Baby"                 | 2019年1月1日 |
| 8         | "When Two (Messes) Become One"           | 2019年1月1日 |

## 評価

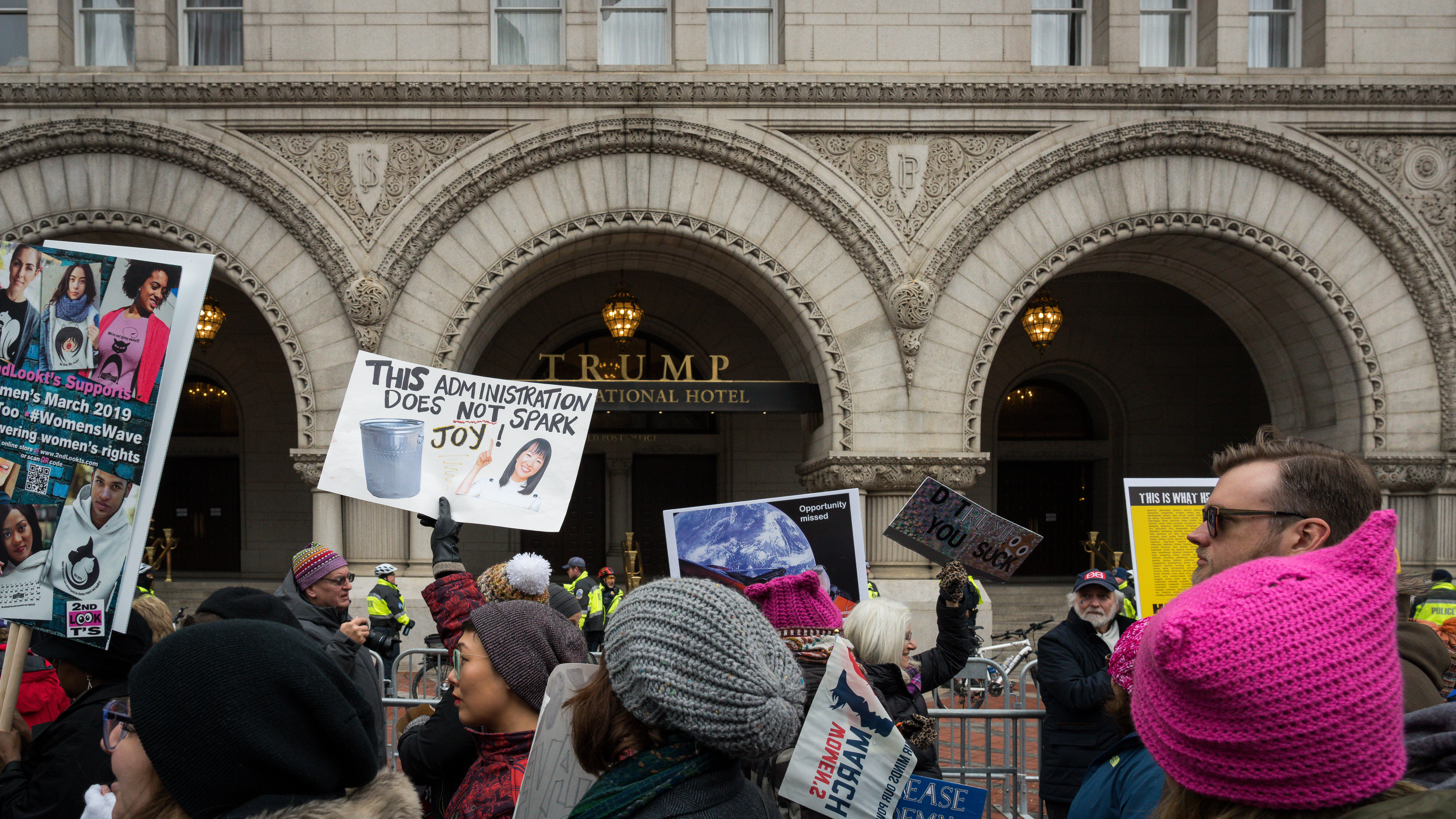
ワシントンD.C.で行われた2019年ウィメンズ・マーチ。参加者が掲げるプラカードに近藤の写真が貼られ、「This administration does not spark joy!（この政権はときめかない!）」と近藤の決め台詞が引用されている。

番組は、概ね好意的な評価を受けている。レビュー集約サイトRotten Tomatoesでは、78%の支持を獲得し、近藤が「魅力的なインストラクターになる」と評価している。Metacriticでは、8人の批評家の評価に基づいて69点を獲得し、「概ね好意的な評価」を受けた
The Atlanticのサラ・アーチャーは、この番組は「私たちを取り巻くものに共感を育む」ことであり、近藤の共感が人々を助けることが近藤の成功の鍵となるだろうと述べた。Viceのニコル・クラークは、家族の家の内部の仕組みを紹介することで、意図とせず世帯の整理と組織化に対する性別役割分担を強調していると述べている。ガーディアンのジャック・シールはあまり好意的ではなく、この番組は単に「女性が人々に片付けを指示するだけの番組」であると指摘している。彼は、その前後に興奮がなく、整頓以外はみな同じ家だと述べている。